# Times of Malta
The Times of Malta (spesso abbreviato in Times of Malta) è un quotidiano in lingua inglese pubblicato a Malta. Fondato nel 1935, rappresenta il giornale "di riferimento" per la stampa maltese, essendo il più vecchio quotidiano attualmente in circolazione sull'isola nonché quello dalla maggiore diffusione.

## Storia
Inizialmente ideato come supplemento in lingua inglese ad un quotidiano in lingua maltese (intitolato Il-Progress), il Times of Malta venne pubblicato per la prima volta in forma indipendente il 7 agosto 1935, come espressione delle idee filo-britanniche del fondatore Lord Strickland.
Inizialmente allineato sulle posizioni anglofile del Partito Costituzionale (fondato pochi anni prima, nel 1921, dallo stesso Lord Strickland) e contraddistinto da una predominanza delle pagine culturali e delle notizie provenienti dall'estero, il quotidiano si è col tempo spostato verso una posizione meno legata ad un singolo orientamento politico, anche a causa dell'aumento della diffusione sul territorio nazionale, pur mantenendo una impronta di fondo di stampo liberal-conservatore.
La sede principale del quotidiano a La Valletta subì gravi danni a causa dei bombardamenti italo-tedeschi durante la Seconda guerra mondiale (il 7 agosto 1942, che tuttavia non danneggiarono gravemente le macchine da stampa). Il 15 ottobre 1979 la sede fu saccheggiata ed incendiata da sostenitori del Partito Laburista; nonostante la distruzione di buona parte degli archivi storici, il quotidiano riuscì ad essere pubblicato anche il giorno seguente. Questo ha consentito alla testata di non saltare neanche un'uscita dal giorno della sua fondazione.

## Diffusione
Nonostante i dati sulla diffusione della stampa non siano pubblici a Malta, il quotidiano è tuttora il più diffuso sull'isola, con una distribuzione stimata intorno alle 30.000-35.000 copie. Una indagine indipendente del 2019 ha inoltre posizionato il sito web della testata in cima alla lista delle fonti di informazione via web ritenute maggiormente affidabili dai maltesi.